# Ars inveniendi
L'ars inveniendi (latin pour "art de trouver" et non pas d'inventer) est la méthode caractéristique de la mathesis universalis et consiste en la découverte de vérités par raisonnement mathématique.
Ce mode de raisonnement est caractéristique de la pensée du XVIIe siècle en ce qu'il consiste en une démarche purement constructive et orientée vers une finalité pratique et pas nécessairement dans une spéculation philosophique.